# Weiler-la-Tour
Weiler-la-Tour (en luxembourgeois : Weiler zum Tuer  et en allemand : Weiler zum Turm) est une localité luxembourgeoise et une commune portant le même nom situées dans le canton de Luxembourg.

## Géographie

### Sections de la commune
- Hassel
- Syren
- Weiler-la-Tour (chef-lieu)

## Politique et administration

### Liste des bourgmestres
| Identité                        | Période          | Période                     | Durée                   | Étiquette |
| Identité                        | Début            | Fin                         | Durée                   | Étiquette |
| ------------------------------- | ---------------- | --------------------------- | ----------------------- | --------- |
| Pierre Alesch (d)               | 1844             |                             |                         |           |
| Emil Marx (d)                   | 1946             | 1951                        | 5 ans                   |           |
| Emil Marx (d)                   | 1964             | 1969                        | 5 ans                   |           |
| Tilly Metz (née en 1967)        | 2005             | 2011                        | 6 ans                   | Les Verts |
| Cécile Hemmen, (née en 1955)    | 26 octobre 2011  | 26 octobre 2018 (démission) | 7 ans                   | LSAP      |
| Vincent Reding (d) (né en 1992) | 13 décembre 2018 | En cours                    | 6 ans, 3 mois et 1 jour | CSV       |

## Population et société

### Démographie
L'évolution du nombre d'habitants est connue à travers les recensements de la population effectués dans le pays depuis 1821. Les recensements décennaux de la population permettent de caler les chiffres sur la composition de la population par sexe, âge, nationalité et commune de résidence. Entre deux recensements, la population au 1er janvier de l’année {\displaystyle x} est évaluée en ajoutant à la population au 1er janvier de l’année {\displaystyle x-1} les soldes naturel (naissances {\displaystyle -} décès) et migratoire (arrivées {\displaystyle -} départs) de l'année. La même méthode est appliquée pour la répartition par âge au 1er janvier et les effectifs totaux par nationalité. Depuis le 1er septembre 2023, le Luxembourg dénombre 100 communes.
Au 1er janvier 2024, la commune comptait 2 505 habitants.
| 1821 | 1851 | 1871 | 1880 | 1890 | 1900 | 1910 | 1922 | 1930 |
| ---- | ---- | ---- | ---- | ---- | ---- | ---- | ---- | ---- |
| 602  | 955  | 900  | 949  | 835  | 771  | 717  | 723  | 709  |

| 1935 | 1947 | 1960 | 1970 | 1978 | 1979 | 1981 | 1983 | 1984 |
| ---- | ---- | ---- | ---- | ---- | ---- | ---- | ---- | ---- |
| 660  | 611  | 594  | 634  | 867  | 885  | 898  | 940  | 960  |

| 1985 | 1986 | 1987 | 1988 | 1989  | 1990  | 1991  | 1992  | 1993  |
| ---- | ---- | ---- | ---- | ----- | ----- | ----- | ----- | ----- |
| 970  | 970  | 970  | 987  | 1 035 | 1 061 | 1 085 | 1 096 | 1 083 |

| 1994  | 1995  | 1996  | 1997  | 1998  | 1999  | 2000  | 2001  | 2002  |
| ----- | ----- | ----- | ----- | ----- | ----- | ----- | ----- | ----- |
| 1 110 | 1 127 | 1 211 | 1 249 | 1 279 | 1 322 | 1 353 | 1 321 | 1 341 |

| 2003  | 2004  | 2005  | 2006  | 2007  | 2008  | 2009  | 2010  | 2011  |
| ----- | ----- | ----- | ----- | ----- | ----- | ----- | ----- | ----- |
| 1 349 | 1 359 | 1 367 | 1 365 | 1 474 | 1 603 | 1 767 | 1 841 | 1 929 |

| 2012  | 2013  | 2014  | 2015  | 2016  | 2017  | 2018  | 2019  | 2020  |
| ----- | ----- | ----- | ----- | ----- | ----- | ----- | ----- | ----- |
| 1 955 | 2 032 | 2 120 | 2 178 | 2 245 | 2 387 | 2 389 | 2 400 | 2 404 |

| 2021  | 2022  | 2023  | 2024  | - | - | - | - | - |
| ----- | ----- | ----- | ----- | - | - | - | - | - |
| 2 456 | 2 497 | 2 498 | 2 505 | - | - | - | - | - |

Pour des raisons techniques, il est temporairement impossible d'afficher le graphique qui aurait dû être présenté ici.